# Martín Cárcamo
Martín Andrés Cárcamo Papic (Viña del Mar, 21 avril 1975), est un acteur, animateur de radio et animateur de télévision chilien.

## Émissions de télévision

### Canal Rock & Pop(Canal 2 du Chili)
- Media naranja
- Noches de Verano

### Chilevisión
- Extra jóvenes
- Ya siento que vienen por mí
- Amor a ciegas
- El último apaga la luz
- Panoramix
- Primer plano

### Télévision National du Chili
- 2004-2008: Pasiones : Animateur (avec Bárbara Rebolledo)
- 2006-2010: El último pasajero : Animateur
- 2006: Corre video : Animateur (avec Mey Santa María et María Jimena Pereyra)
- 2007: Cada loco con su tema : Animateur
- 2007-2008: Rojo, el valor del talento : Animateur
- 2008-2009: Hombre al agua : Animateur (avec Álvaro Salas)
- 2009-2010: Calle 7 : Animateur (avec Karen Doggenweiler [2009])
- 2010: Lo mejor de mi tierra

### Canal 13 du Chili
- 2011-2019: Bienvenidos : Animateur (avec Tonka Tomicic)
- 2011: Quiero mi fiesta : Animateur (avec Juan José Gurruchaga)
- 2012-2018: Vértigo : Animateur (avec Diana Bolocco)
- 2014: La Movida del Mundial : Animateur (avec Diana Bolocco et Sergio Lagos)
- 2021-présent: ¡Qué dice Chile! : Animateur